# Schoen van Jotunheimen

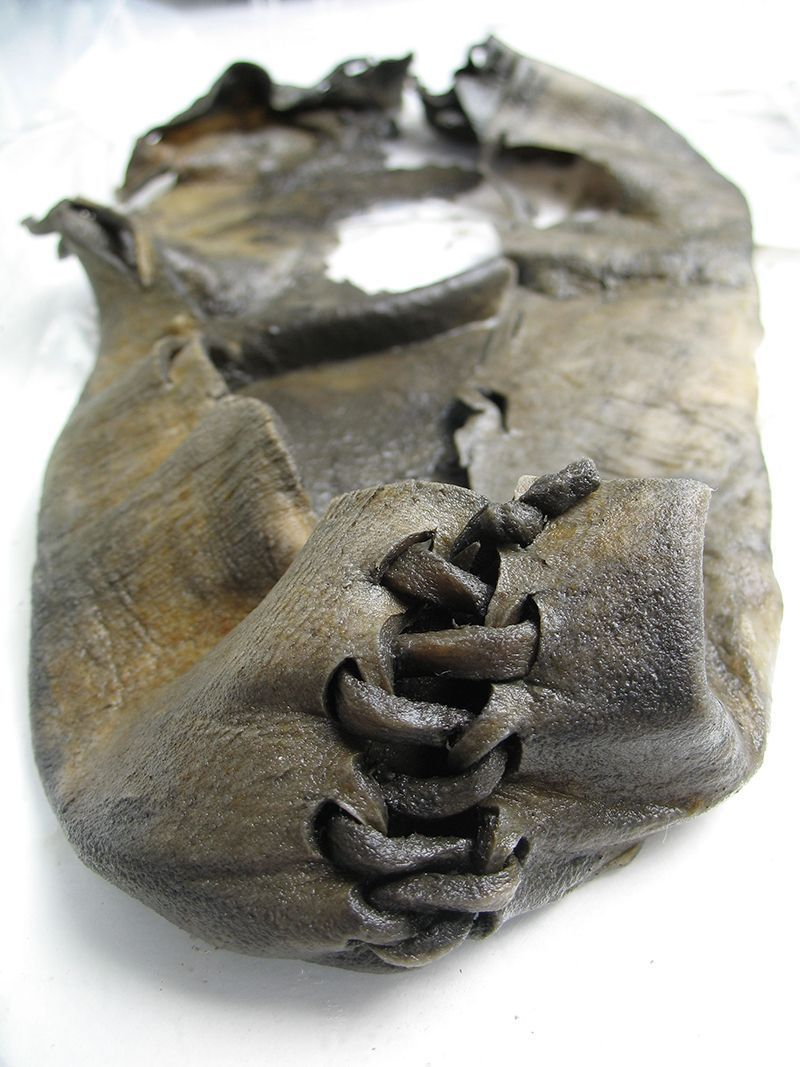
De Schoen van Jotunheimen

De Schoen van Jotunheimen is een ruim 3000 jaar oude leren schoen, ontdekt in 2006 in het Jotunheimen-gebergte in het oosten van Noorwegen, op ongeveer 2000 meter hoogte.
De schoen, zo'n 28 centimeter lang, was in eerste instantie gedateerd rond 1000 na Christus. Archeologen schatten nu dat de schoen is gemaakt tussen 1420 en 1260 voor Christus, en daarmee is het het oudste kledingstuk tot nu toe ontdekt in Noorwegen. De schoen werd samen met een aantal pijlen en een houten spade gevonden, waaruit archeologen concludeerden dat zij een belangrijk jachtgebied hadden ontdekt.